# كوستاس إيليا
كوستاس إيليا (باليونانية: Κώστας Ηλία)‏ (9 يونيو 1976 بفاماغوستا في قبرص - ) هو لاعب كرة قدم قبرصي في مركز الهجوم. شارك مع منتخب قبرص لكرة القدم. أما مع النوادي، فقد لعب مع أولمبياكوس نيقوسيا وسكودا زانثي وAnagennisi Deryneia FC ‏ وASIL Lysi ‏ وألكي لارانكا ‏ وإينوسيس نيون باراليمني ‏.

## وصلات خارجية
- كوستاس إيليا على موقع ناشيونال فوتبول تيمز (الإنجليزية)
- كوستاس إيليا على موقع Soccerway.com (الإنجليزية)